# Nicolas-Marie-Jean-Claude Fay de Sathonay
Pour les articles homonymes, voir Sathonay et Nicolas Fay (homonymie).
Nicolas-Marie-Jean-Claude Fay de Sathonay, né le 7 novembre 1762 à Lyon et mort le 27 août 1812 à Lyon, est un homme politique et un avocat lyonnais.

## Jeunesse
Né dans une riche famille de noblesse consulaire lyonnaise, il est petit-fils d'échevin et fils de prévôt des marchands. Il fait ses études de droit à Paris et y devient conseiller au Parlement.

## Attitude sous la Révolution
Royaliste, Fay de Sathonay émigre lorsque éclate la Révolution. Il revient à Lyon au début du Consulat, s'installe près de Neuville et reste en retrait de la vie publique, tout en vivant de ses rentes et en s'occupant des hospices et du bureau de bienfaisance. 

## Maire de Lyon
Malgré ce désintérêt pour les affaires publiques, il est nommé maire de Lyon lorsque la mairie centrale est rétablie, en 1805. Au cours de son mandat il œuvre pour l'édification d'un palais impérial dans le quartier de Perrache en voie d'aménagement, et l'édification d'une statue de Napoléon sur la place Bellecour reconstruite. Ni l'un ni l'autre de ces projets n'aboutiront, mais il sera en remerciement de son dévouement décoré de la Légion d'honneur, créé comte de l'Empire et sera même invité au mariage de l'empereur et de l'archiduchesse.
Il est à l'origine de la création de la Police municipale de Lyon. Il tente également vainement de créer dans la ville une faculté de droit et une école de médecine. 
Il décède en 1812, étant toujours maire.

## Postérité
- Une place porte le nom de ce maire bonapartiste dans le premier arrondissement depuis 1817, à l'instigation du maire légitimiste le Jean-Joseph Méallet de Fargues[1], comte de Fargues. Ce fait étonnant s'explique peut-être par le fait que le comte de Fargues était le neveu de Fay de Sathonay.

## Iconographie
- Son buste sculpté par Jean-François Legendre-Héral a été installé en 1826 dans l'hôtel de ville.

## Sources bibliographiques
- Dictionnaire historique de Lyon, Ed. Stéphane Bachès, Lyon, 2009
- 24 maires de Lyon pour deux siècles d'Histoire, LUGD, Lyon, 1994